# Linie 3 (Metro Baku)
Die Linie 3 ist eine Metrolinie der Metro Baku in der aserbaidschanischen Hauptstadt Baku. Sie wird auch als Lila Linie bezeichnet. Die Strecke umfasst derzeit vier Stationen.

## Geschichte
Baubeginn für die Linie 3 war im September 2009, mit der Tunnelbohrung wurde im Februar 2011 begonnen. Eröffnet wurde die Linie 3 als dritte Linie der Metro Baku am 19. April 2016 mit dem 2,1 km langen Abschnitt Memar Əcəmi-2 bis Avtovağzal.
Geplant ist ein Ausbau der Linie 3 auf zwölf Stationen.

## Streckenführung
Die Linie 3 verbindet in ihrem momentanen Ausbauzustand die Stationen Memar Əcəmi-2, Avtovağzal und 8 Noyabr. An der Station Memar Əcəmi-2 kann in der angeschlossenen Station Memar Əcəmi auf die Linie 2, die sogenannte Grüne Linie, gewechselt werden.
An der Station Avtovağzal befindet sich das Baku International Bus Terminal.

## Stationen

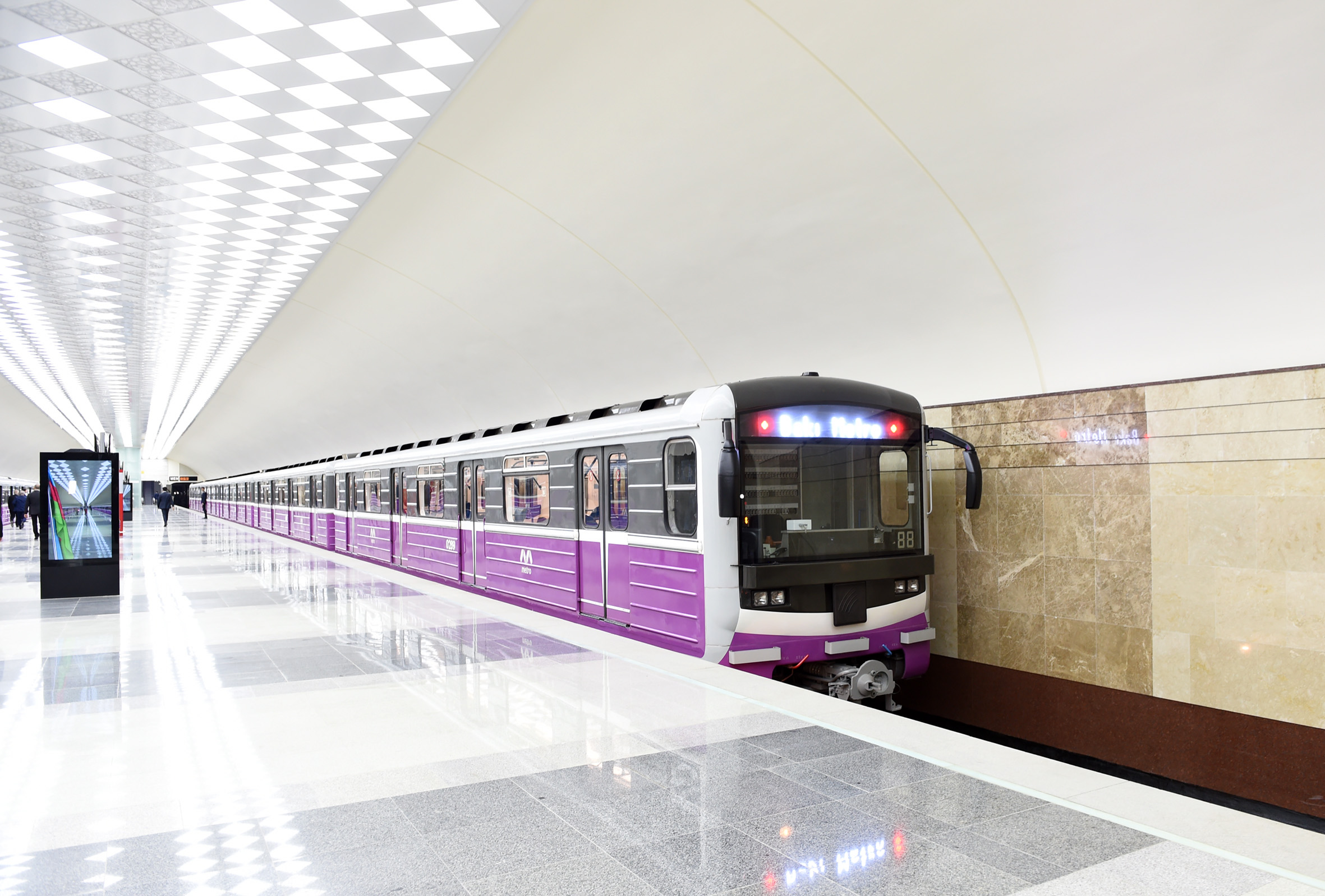
Linie 3 in der Station Avtovağzal

- Memar Əcəmi-2
- Avtovağzal
- 8 Noyabr
- Xocəsən